# São Bento do Tocantins
São Bento do Tocantins is een gemeente in de Braziliaanse deelstaat Tocantins. De gemeente telt 4.666 inwoners (schatting 2009).